# Schleife (Kleidung)

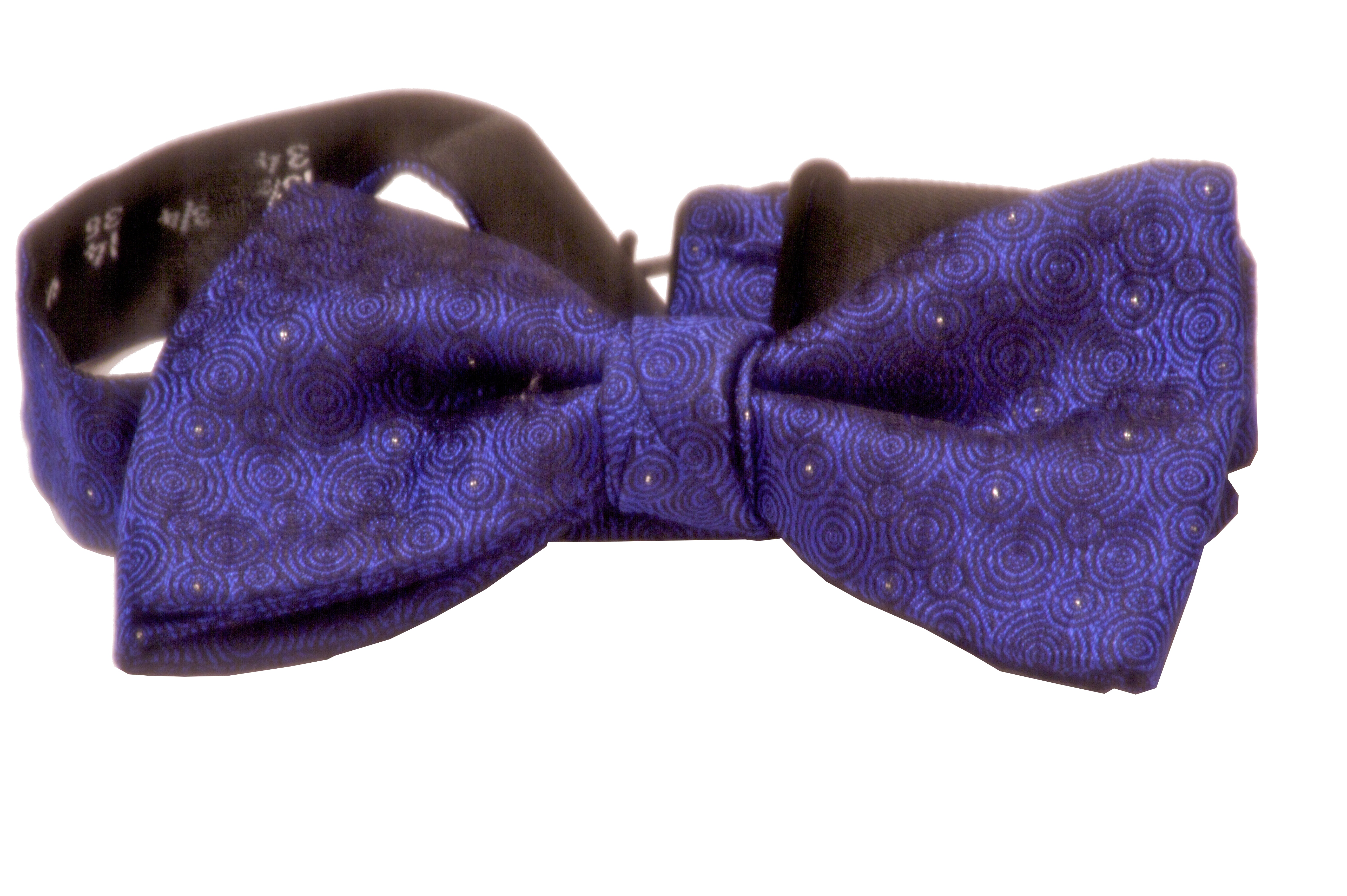
Violetter Querbinder

Eine Schleife wird zu einem Hemd, zu einer Bluse  oder im Haar getragen. Es handelt sich um ein gebundenes ca. 20 cm bis 100 cm langes Textilband, das mit zwei Schleifen und zwei Enden den Träger schmückt.
Beispiele sind die klassische Schleifenbluse (auch Schluppenbluse genannt) oder das amerikanische Hemd im Country-Style.
Eine lose gebundene sehr schmale Krawatte wird als Krawattenschleife oder allgemeinsprachlich Fliege bezeichnet.

## Awareness Ribbons

Rote Schleife (Awareness Ribbon)

Awareness Ribbons sind in der Regel kleiner als die beschriebenen Schleifen und werden als Zeichen der Solidarität mit einer bestimmten Gruppe in der Regel am Revers getragen. Des Weiteren werden diese als Symbol in einer Vielzahl von Anwendungen u. a. in sozialen Netzwerken genutzt. Die Form der Awareness Ribbons ist in der Regel identisch. Unterschieden werden sie durch die jeweilige Farbgebung. Ein bekanntes Beispiel ist die Rote Schleife als Symbol der Solidarität mit HIV-Infizierten und AIDS-Kranken.

## Bilder

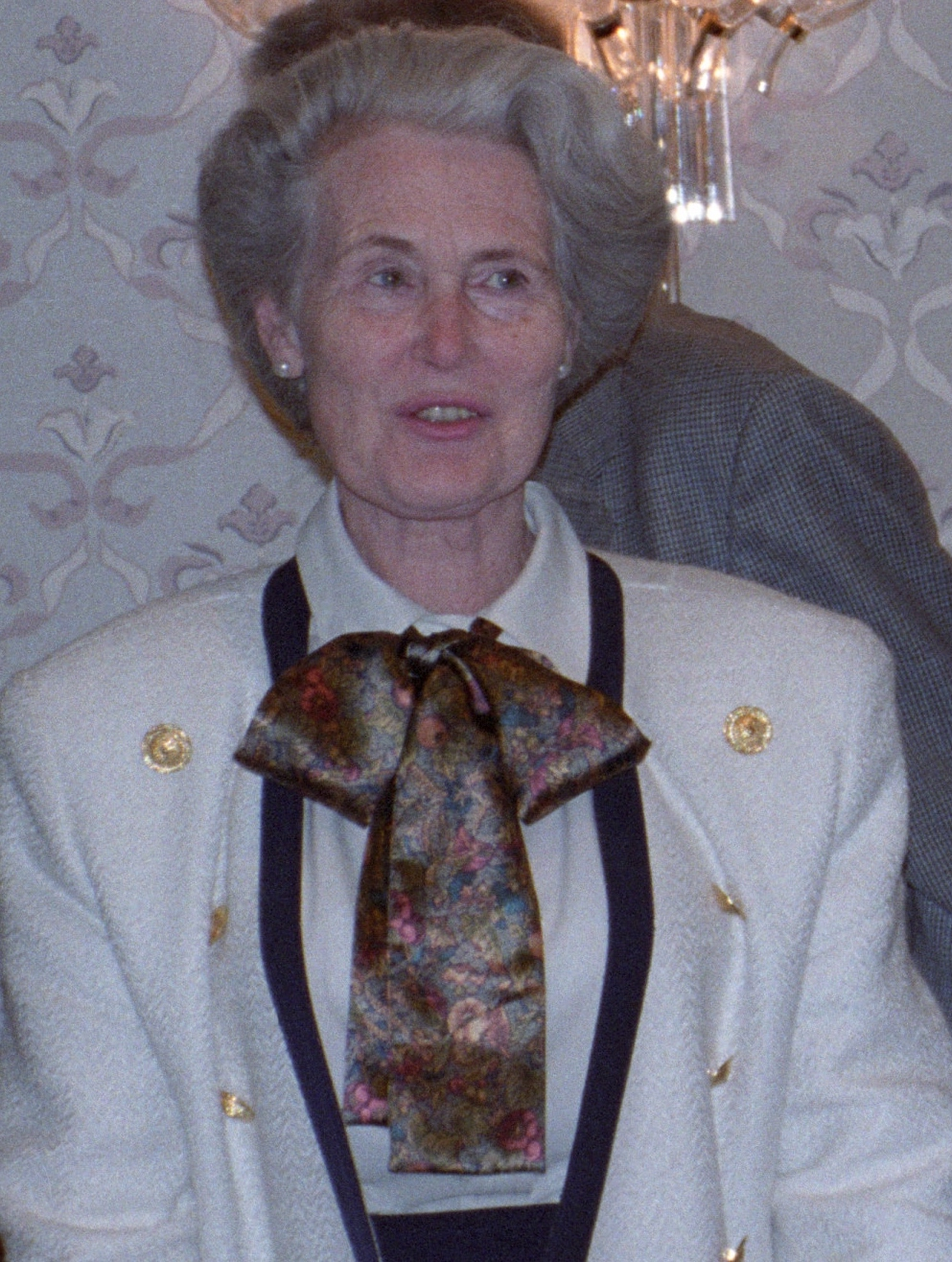
Wirtschaftsjournalistin Julia Dingwort-Nusseck mit festlicher Schleifenbluse
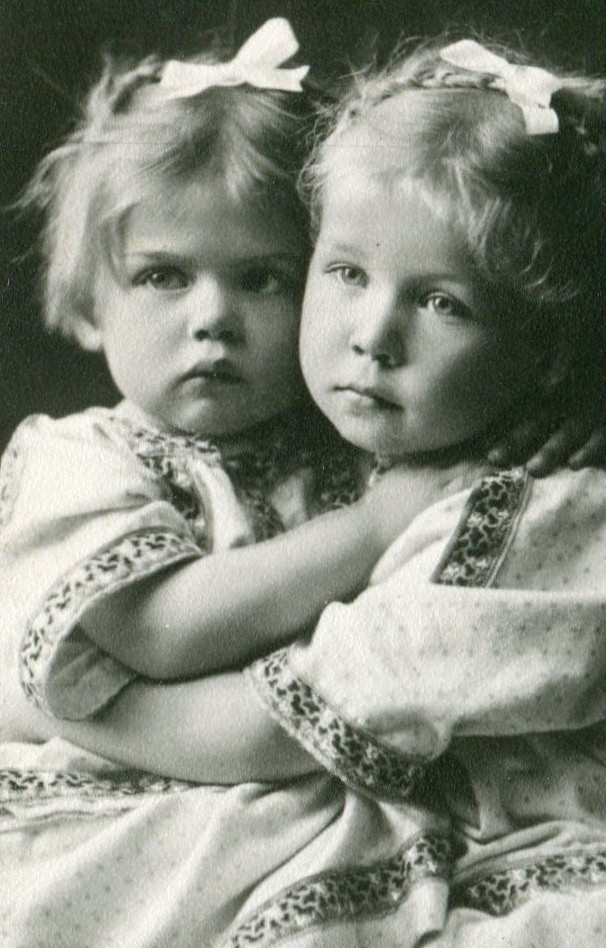
Haarschleifen 1912